# Брунори Сас
Брунори Сас (на италиански: Brunori Sas) е италиански певец. През 2020 г. петият му албум Cip! достига първо място в класацията за албуми на Федерацията на италианската музикална индустрия (FIMI).

## Биография
Роден е на 28 септември 1977 г. в Козенца, Калабрия, с рождено име Дарио Брунори. Прекарва детството си в малки градове в Калабрия: първо в Джоги, махала на Санта Катерина Албанезе, а след това в Гуардия Пиемонтезе. Следва в Университета в Сиена, където получава степен по икономика и търговия. Името Brunori S.A.S. е в израз на почит към строителната компания на родителите му.

### „Vol.1“
През юни 2009 г. Брунори издава първия си албум „Vol.1“, съдържащ прости и директни акустични записи, които го позиционират сред нововъзникващата италианска инди сцена. Албумът получава отличието„Premio Ciampi“ на Ливорно за най-добър дебютен албум. Придружен от Симона Марацо (вокал и перкусии), Дарио Дела Роса (пиано и клавири), Мирко Онофрио (саксофон и духови) и Масимо Палермо (барабани), Брунори прави турне за популяризиране на албума, състоящо се от над 140 концерта. Това му носи признание от асоциацията „KeepOn Live“ за „Най-добър персонаж на живо за сезона“.

### „Vol. 2 – Poveri Cristi“ и „È nata una star?“
Две години след „Vol. 1“ Дарио Брунори издава албума „Vol. 2 – Poveri Cristi“ (в превод: „Том втори – Бедняците на Христос“). Новият албум има по-артикулирана структура, благодарение на сътрудничеството с нови музиканти и участието на артисти като Денте и Димартино. Форматът на песните е вдъхновен от традиционния италиански стил на писане на песни. Записът бележи влизането в групата на виолончелиста Стефано Амато и създаването на Picicca Dischi, нов звукозаписен лейбъл, основан от Дарио Брунори, Симона Марацо и Матео Занобини. През 2012 г. една от песните, „Una Domenica Notte“, вдъхновява едноименния игрален филм на Джузепе Марко Албано, в който Дарио и цялата група имат кратка поява.
През същата година Брунори Сас е автор на саундтрака на „È nata una star?“ (в превод: „Роди се звезда?“), филм на Лучио Пелегрини, адаптиран по разказа на Ник Хорнби „Не-звезда“, с участието на Роко Папалео и Лучана Литицето. Саундтракът е колекция от непубликувани песни и инструментални парчета, които стават част от нов LP, публикуван от Picicca Dischi през 2013 г. В този период Брунори започва кариерата си като продуцент. Първите му записи в тази роля са с артистите Мария Антониета и Димартино.

### „Vol. 3 – Il cammino di Santiago in taxi“ и турне
През октомври 2013 г. Брунори започва записа на третия си студиен албум – „Vol.3 – Il Cammino di Santiago in taxi“ (в превод: „Том трети – Пътя на Сантяго в такси“). , който излиза на 4 февруари 2014 г. Албумът е записан в манастир в Белмонте Калабро с японския продуцент Такето Гохара. На 7 януари излиза видеото на първия сингъл „Kurt Cobain“, посветен на вокалиста на Нирвана. Албумът дебютира на пета позиция в класацията за продажби на FIMI, на второ място в iTunes и на първо място в Spotify като най-слушан изпълнител. Брунори Сас участва в Concerto del Primo Maggio в Рим. През юни Лигабуе избира Брунори Сас като подгряващ изпълнител за концертите си в Милано (стадион Сан Сиро) и Рим (Стадио Олимпико).

### „A Casa Tutto Bene“
На 24 ноември 2016 г., с онлайн статия за вестник „Il Sole 24 ore“, Брунори обявява темите на новия си албум със заглавие „A casa tutto bene“ (в превод: „У дома всичко е наред“). „Това са песни за необходимостта да се изправят срещу малки и големи ежедневни страхове и с естествената тенденция да търсят подслон, убежище, място, където да се чувстват в безопасност“. На 16 декември 2016 г. излиза сингълът „La Verità“, последван от пускането на новия музикален видеоклип, създаден от Джакомо Трилиа в същия ден. Албумът „A Casa Tutto Bene“ излиза на 20 януари 2017 г., заемайки трето място в класацията по продажби на FIMI и първо място в дигиталните платформи iTunes и Spotify. FIMI сертифицира „La Verità“ като златен сингъл и „A Casa Tutto Bene“ като златен албум. Албумът е записан в Сан Марко Арджентано в „Masseria Perugini“.
Зимното турне на живо стартира на 24 февруари 2017 г. от Удине, с разпродажба на всички 18 дати в календара, включително участието като заглавна група на концерта „Primo Maggio“ на площад „Сан Джовани“ в Рим. На 16 юни 2017 г. лятното турне обхваща 18 дати в Италия, започвайки от Падуа. На 27 юли 2017 г. Брунори Сас печели наградата „Pimi Speciale“ на Mei – срещата, посветена на италианската независима музика, като най-добър независим изпълнител на годината. На 1 август 2017 г. FIMI сертифицира „La Verità“ като златен сингъл. На 2 септември 2017 г. видеклипът към сингъла „La Verità“, написан от Дарио Брунори и режисиран от Джакомо Трилиа, печели наградата на Mei „Pivi 2017“ за най-добър независим видеоклип на годината. На 1 юли 2018 г. FIMI удостоверява и „Canzone Contro La Paura“ като златен сингъл.
На 13 август 2018 г. „A Casa Tutto Bene“ е сертифициран като платинен албум.

### Телевизионното предаване „Brunori Sa“
На 28 юни 2017 г. италианският национален телевизионен оператор обявява, че Брунори ще води вечерно предаване, наречено „Brunori Sa“, излъчвано от 6 април по канал Rai 3. В същия ден Брунори обявява новото си турне „Brunori a teatro – canzoni e monologhi sull'incertezza“, което започва от февруари 2018 г.
Първият епизод на Brunori Sa е излъчена на 6 април. Шоуто, структурирано в пет епизода, говори за желания, страхове и очевидни противоречия на поколението на четиридесетгодишните, към които принадлежи самия Дарио Брунори. Има пет екзистенциални теми: здраве, дом, работа, взаимоотношения и Бог.

### Sanremo 2019
На 8 февруари 2019 г. Дарио Брунори е на сцената на театър Аристон на музикалния фестивал „Санремо 2019“ по повод вечерта, посветена на дуетите. Брунори изпълнява с Zen Circus песента „L'amore è una dittatura“, достигайки седемнадесетото място в крайното класиране.

### Cip!и турне на живо
На 18 септември 2019 г. излиза новият сингъл „Al di là dell'amore“ на Брунори Сас; обявено е и ново турне в концертни зали, което да започне през март 2020 г. Музикалният видеоклип е разпространен на 27 септември. Сингълът предвижда издаването на петия студиен албум на изпълнителя, озаглавен „Cip!“ Албумът излиза на 10 януари 2020 г. с лейбъла Айлънд Рекърдс. Излизането на втория сингъл от албума, „Per due che come noi“, също е обявено за 13 декември 2019 г., едновременно с музикалния видеоклип, режисиран от Дучо Карини.
На 9 март 2020 г. FIMI сертифициа „Cip!“ като златен запис с над 25 000 продадени копия. На 8 юни 2020 г. „Per due come noi“ е сертифициран като златен запис с над 35 000 продадени копия.
На 1 февруари 2021 г. FIMI сертифициа „Al di là dell'amore“ като златен запис с над 35 000 продадени копия.

## Дискография

### Албуми
| Заглавие                                | Година  | Най-висока позиция в класациите |
| Заглавие                                | Година  | ITA                             |
| --------------------------------------- | ------- | ------------------------------- |
| Vol. 1                                  | 2009 г. | -                               |
| Vol. 2 – Poveri cristi                  | 2011 г. | 98                              |
| Vol. 3 – Il cammino di Santiago in taxi | 2014 г. | 5                               |
| A casa tutto bene                       | 2017 г. | 3                               |
| Cip!                                    | 2020 г. | 1                               |

### Сингли
| Заглавие               | Година  | Най-висока позиция в класациите | Албум           |
| Заглавие               | Година  | ITA                             | Албум           |
| ---------------------- | ------- | ------------------------------- | --------------- |
| „La verità“            | 2017 г. | 91                              | Casa tutto bene |
| „Al di là dell'amore“  | 2019 г. | 90                              | Cip!            |
| „Per due che come noi“ | 2019 г. | 27                              | Cip!            |

### Други песенни песни
| Заглавие      | Година  | Най-висока позиция в класациите | Албум |
| Заглавие      | Година  | ITA                             | Албум |
| ------------- | ------- | ------------------------------- | ----- |
| „Capita così“ | 2020 г. | 65                              | Cip!  |